# Ondřej Pachlopník
Ondřej Pachlopník, né le 14 février 2000 à Brno en Tchéquie, est un footballeur tchèque qui évolue au poste de milieu offensif au Viktoria Plzeň.

## Biographie

### En club
Né à Brno en Tchéquie, Ondřej Pachlopník est formé par l'un des clubs de sa ville natale, le FC Zbrojovka Brno. Il joue son premier match en professionnel le 2 mars 2019, lors d'une rencontre de championnat face au MFK Chrudim (en). Il entre en jeu et son équipe l'emporte par deux buts à un.
Il découvre la première division tchèque lors de la première journée de la saison 2020-2021, le 22 août 2020 contre l'AC Sparta Prague. Il est titularisé et son équipe s'incline par quatre buts à un. Il inscrit son premier but dans l'élite le 12 décembre 2021 face au FK Pardubice mais n'empêche pas la défaite des siens ce jour-là (2-1 score final).
Le 18 juin 2021, Ondřej Pachlopník rejoint le Viktoria Plzeň sous forme de prêt d'une saison avec option d'achat. Il est dans un premier temps intégré à l'équipe B et se blesse gravement lors d'un match avec cette équipe en septembre 2021. Touché aux ligaments du genou, son absence est estimée à plusieurs mois, mettant fin à sa saison sans qu'il n'ait pu jouer avec l'équipe première.

### En sélection
Ondřej Pachlopník représente l'équipe de Tchéquie des moins 18 ans en 2018 pour trois matchs joués. Il représente la même année les moins de 19 ans pour un total de deux buts en sept matchs.